# Zrzez
Zrzez (inaczej sztober) – ścięta część pędu drzewa liściastego użyta jako sadzonka. Działanie takie służy rozmnażaniu wegetatywnemu.
Gatunki, które rozmnaża się wegetatywnie za pomocą zrzezów to zwykle wierzby i topole. Zrzez najczęściej ma długość 5–10 cm, jego grubość powinna wynosić między 5 a 15 mm. Wybiera się tylko najsilniejsze pędy. Zrzezy powinny pochodzić z reprodukcyjnych, czystych odmianowo, zdrowych plantacji. Najbardziej wartościowe zrzezy otrzymuje się z dolnej i środkowej części pędu. Mają one wtedy większą masę i są bogatsze w substancje zapasowe. Zrzezy, mające być wysadzone jesienią, produkuje się z pędów wyciętych w drugiej połowie października. Wysadzane wiosną pochodzą z rośliny ciętej w okresie od grudnia do marca. Biegunowość sadzonek oznacza się poprzez zanurzenie zrzezów w mleku wapiennym, ułatwia to pracę przy wysadzaniu. Zrzezy przechowuje się w chłodni w temperaturze około 4 °C. Zrzezy po posadzeniu do gleby ukorzeniają się i tworzą nowe rośliny.
Rodzaje zrzezów:
- zielone cięte z wierzchołków pędów ulistnionych
- zdrewniałe cięte zimą z jednorocznych pędów nadziemnych
- korzeniowe